# ジャパニーズ・ウイスキー

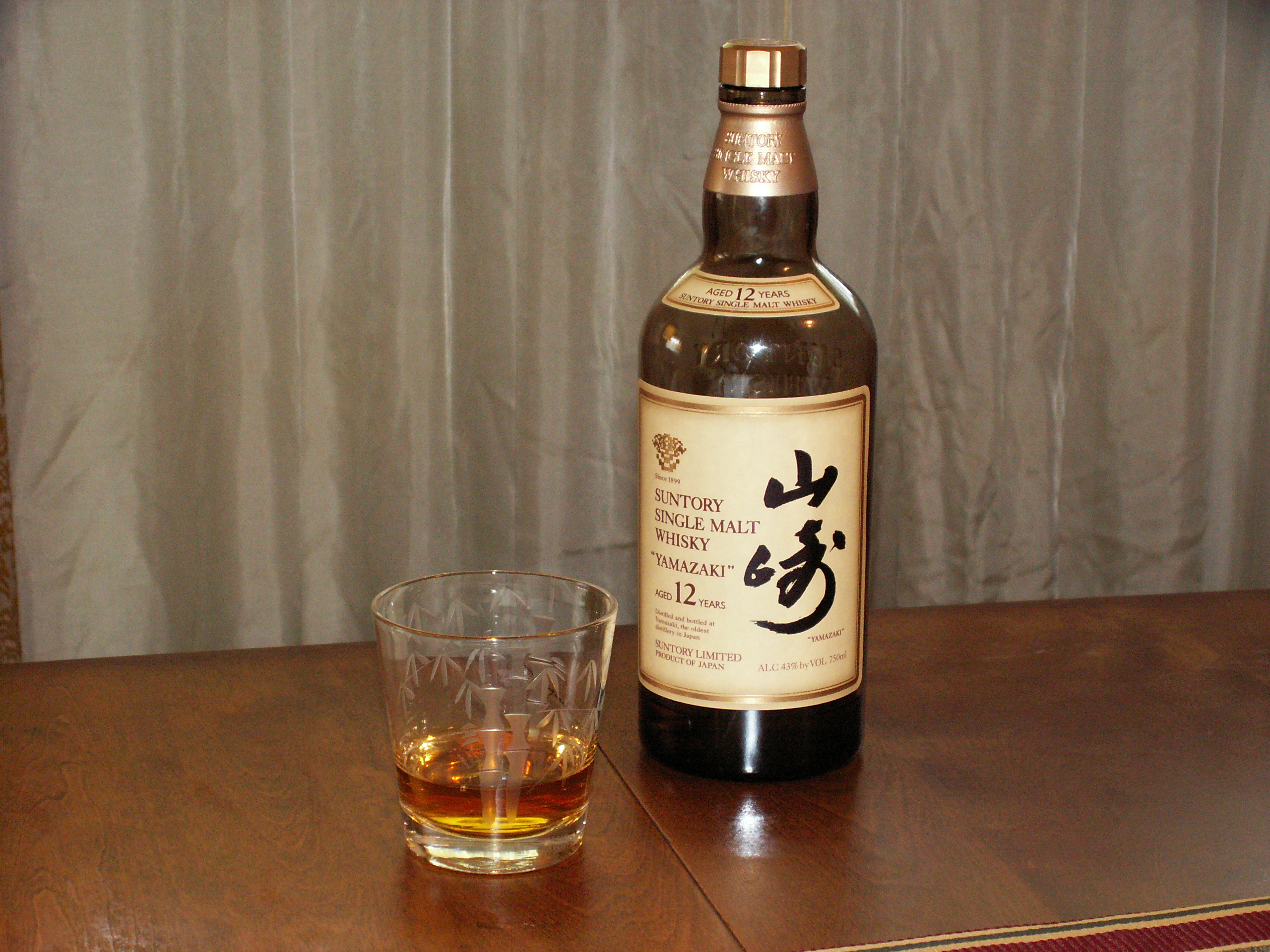
サントリー「ピュアモルトウイスキー 山崎12年」
（写真は2003年以前の仕様）

ジャパニーズ・ウイスキー（英語: Japanese whisky）とは、日本で生産されるウイスキーである。
日本でウイスキーが作られ始めたのは1870年頃であるが、販売用の生産が開始されたのは1924年のことである（「竹鶴政孝#ジャパニーズ・ウイスキーの誕生」参照）。ジャパニーズ・ウイスキーの英語表記の綴りはwhiskeyではなく、スコッチ・ウイスキーに倣ってスコットランド風に "e" を省いたwhisky表記が用いられている。かつては「ウヰスキー」とも表記された。
ウイスキー文化研究所（東京都渋谷区）によると、日本では2020年春時点で30カ所程度のウイスキーがある。大手酒類メーカー系列だけでなく、ベンチャーウイスキーなど新興の蒸留所（蒸溜所）によるクラフトウイスキーも急増している。ジャパニーズ・ウイスキーの評価や人気が国内外で高まっているため原酒は不足気味で、高額で取引される銘柄もある。
大手としてはサントリースピリッツ（サントリーホールディングス）、ニッカウヰスキー（アサヒグループホールディングス）、キリンディスティラリー（麒麟麦酒）が挙げられる。これらの社ではシングルモルト、ブレンデッドの両方を製造しており、大手各社だけで日本国内のウイスキー市場シェアの90%を占めている。

## 定義

### 日本法におけるウイスキーの定義
日本法におけるウイスキーの定義は酒税法上のウイスキーの定義を満たす蒸留酒であるが、この酒税法により日本におけるウイスキーの定義は諸外国に比べ緩いものとなっている。例えば原酒の要件で言えば、イギリスではスコッチ法によりスコッチ・ウイスキーには100%穀類由来のウイスキー原酒の使用を義務付けられ（カラメル色素E150aによる着色は可）、アメリカ合衆国では連邦アルコール管理法によってバーボン・ウイスキーには51%以上トウモロコシ由来のウイスキー原酒の使用を義務付けられている。これらに対し、日本の酒税法では10%以上穀類由来のウイスキー原酒を使用されていればウイスキーの要件を満たせることになっており、90%まで醸造アルコール、ウォッカ、全く熟成されていないベビーモルト、ベビーグレーン等の各種スピリッツ（蒸溜酒）類の使用が可能である。また最低熟成年数では、スコッチは最低3年、バーボンは最低2年を義務付けられているのに対し、日本法では規則がない。このため諸外国ではウイスキーの要件を満たさないリキュール扱いの製品でも、日本国内ではザル法によりウイスキーとして流通させることもできるようになっており、特に低価格品で顕著である。
なお、ジャパニーズ・ウィスキーの人気や価格が高まっているアメリカ合衆国では、樽で寝かせた米焼酎が「ジャパニーズ・ライス・ウィスキー」と銘打って売られている例もある。

### 民間団体における「ジャパニーズ・ウイスキー」の定義と自主基準
イギリスのスコッチやアメリカのバーボンでは法規制、日本の日本酒やワインでは国税庁告示（清酒の製法品質表示基準や果実酒等の製法品質表示基準）によりラベルの産地表記に関する詳細な規則があるが、日本のウイスキーにはラベルの産地表記に関する法的・行政的な規則がなく、「ジャパニーズ・ウイスキー」の定義は曖昧なものになっていた。これにより、日本国内で蒸留せず、国内で貯蔵・ブレンド・瓶詰めしただけでも「ジャパニーズ・ウイスキー」表記で流通させることが横行しており、国際的にジャパニーズ・ウイスキーの信頼性とブランド価値が毀損される可能性が提起されていた。
こうした状況を受けて、2021年（令和3年）2月12日、日本洋酒酒造組合は「ジャパニーズ・ウイスキー」の定義を明確化するために、自主基準である「ウイスキーにおけるジャパニーズウイスキーの表示に関する基準」を制定し、同年4月以降、日本国内でウイスキー製造免許がある82社がこの基準を遵守することとなった。なお同年3月31日以前に販売されたウイスキーについては表記の変更まで3年の猶予期間が与えられている。同基準に基づく定義は以下のとおり。
1. 以下の品質基準を満たすこと。
  - 原材料には麦芽、穀類、日本国内で採水された水のみを使用すること。また、麦芽は必ず使用すること。
  - 糖化、発酵、蒸留は日本国内の蒸留所で行うこと。また、蒸留留出時のアルコール分は95%未満であること。
  - 貯蔵に当たっては、内容量700リットル以下の木樽に詰め、日本国内で3年以上貯蔵すること。
  - 色調の微調整のためにカラメルの使用を認める。
2. 表記上は「ジャパニーズ」と「ウイスキー」の文字を統一的且つ一体的に表示し、文字の間を別の用語で分断してはいけない。
3. 「日本ウイスキー」「ジャパンウイスキー」等の同義語や外国語への翻訳時にも上記の品質基準を満たしていなければならない。
4. 日本を想起させる人名・都市名や山岳名等の地名・日本国の国旗及び元号等も、上記の品質基準を満たしていないものに使用してはいけない（品質基準を満たしていないことを明示している場合を除く）。

日本経済新聞によれば、この基準に当てはめた場合の主要洋酒メーカーで該当する商品群は以下のとおりになるという。
- サントリーホールディングス(当初8ブランドだったが後の調査で9ブランド)：「響」「山崎」「白州」「知多」「ローヤル」「スペシャルリザーブ」「オールド」「角瓶」「季 (TOKI)」（「季」は海外市場専売商品）
- アサヒグループホールディングス（ニッカウヰスキー）（4ブランド）：「竹鶴」「余市」「宮城峡」「カフェグレーン」
- キリンホールディングス（1ブランド）：「富士」

なお日本洋酒酒造組合が定義を定める前から、本件を問題と考えていた日本国内の一部の蒸留所は、一部でも輸入原酒が使用されているウイスキーのラベル表記を「秩父ブレンデッド」から「ワールドブレンデッド」に、「ブレンデッドジャパニーズウイスキー」を「ブレンデッドウイスキー」表記に改めるなどしていた。また、東京ウイスキー&スピリッツコンペティション（TWSC）が一足早く2019年（令和元年）9月に、出展品にのみ適用される定義ではあるが「ジャパニーズウイスキー」の定義を発表していた。TWSCの定義では、日本国内で麹を除いた大麦麦芽か天然由来の酵素で穀物を糖化して発酵、アルコール分95%未満で蒸留、木製の樽か容器で2年以上熟成したものを、作業国を問わずアルコール分40%以上でブレンドして瓶詰したもの（カラメル色素E150aによる着色は可）を「ジャパニーズウイスキー」と定義し、同条件で熟成が2年未満のものは「ジャパニーズニューメイクウイスキー」と定義した。そして上記の「ジャパニーズウイスキー」と外国産ウイスキーを日本国内でブレンドしてアルコール分40%以上で瓶詰めしたものを「ジャパンメイドウイスキー」として「ジャパニーズウイスキー」と区別して定義した。

## 種類とスタイル

### 種類
| 名称                   | 原料                                     | 蒸留方法                          |
| ---------------------- | ---------------------------------------- | --------------------------------- |
| モルトウイスキー       | 大麦麦芽                                 | 単式蒸留器を使用。蒸留回数は2回。 |
| グレーンウイスキー     | 大麦麦芽と、小麦やトウモロコシなどの穀類 | 連続式蒸留器を使用する。          |
| ブレンデッドウイスキー | 複数のモルトの原酒とグレーンの原酒       | -                                 |

### スタイル
ジャパニーズ・ウイスキーは、スコッチ・ウイスキーを手本として出発した。しかし、スコッチ・ウイスキー特有のスモーキーフレーバーは日本人に合わせて抑えられ、軽い口当たりに仕上げられているものが多い。モルトウイスキーとグレーンウイスキーを混合するブレンデッドウイスキーがジャパニーズ・ウイスキーの主流を占めている。ジャパニーズ・ウイスキー独特のスタイルとして、ブレンデッドウイスキーの生産方法や日本におけるウイスキー業界の性質が挙げられる。
原酒の熟成に使用する樽の素材にミズナラを使用することも、ジャパニーズ・ウイスキーの特徴として挙げられる。ミズナラで熟成される若い原酒はココナッツに似た香りを帯び、長い熟成期間を経て伽羅、白檀に例えられる芳香へと変化する。しかし、ミズナラは樽の中の液体が漏れやすいために過去に比べて使用されなくなり、ホワイトオークの樽を使うことが多くなっている。また、ミズナラに比べて気密性が高いコナラが樽の素材に使われることもある。

#### ブレンデッド・ウイスキーの特徴
シングルモルトの売上は近年伸びているが、世界におけるウイスキーの売上の多くはブレンデッド・ウイスキーによるものである。ブレンデッドウイスキーには、スコットランドの蒸留所で生産されるモルトが多様であるという背景が欠かせない。それぞれの蒸留所では単一の製法に絞っており、ブレンダーはそれぞれの蒸留所が製品として求める味を作るためにウイスキーのブレンドを行なっている。あるブレンデッド・ウイスキーの銘柄は1またはそれ以上の蒸留所を持つ事業者が所有している一方で、様々な事業者との間でモルトの売買がなされるということも一般的である。つまりブレンデッド・ウイスキーには多くの蒸留所のモルトが用いられるが、それぞれのモルトは異なる事業者が所有するということになる。
ところが日本ではこれとは異なるモデルが導入されている。日本のウイスキー事業者は蒸留所とブレンデッドウイスキーの銘柄の両方を所有しているのである。そのため競合する事業者との間では、原酒の売買がなされるということがほとんどない。
日本のブレンデッド・ウイスキーは同一もしくは同系列の会社の複数の蒸留所で生産されるウイスキーだけで作られていることが多く、一部ではスコットランドの蒸留所で作られたモルトを輸入して配合するということもある。これはつまり、日本のブレンダーはそれぞれの製品を作るためのパレットをきわめて少なくしていたということである。このような状況がジャパニーズ・ブレンデッドウイスキーが、特に日本国外で成功を収めるうえで制限要素となってきたと考えられている。
このため日本のそれぞれの蒸留所は近年、次第に多様なものへとなっていった。つまり日本では1か所の蒸留所において、アイラ・モルトのようなスモーキーでピートの香りの強いものからスペイサイド・モルトのような軽く繊細なものまで、幅広いものを作っているのである。このような日本の蒸留所における多様化と工夫でジャパニーズ・ウイスキーは世界において高い評価を受けるようになっていった。

#### 日本独自の習慣
日本ではウイスキーの飲み方にも独特な特徴があり、ウイスキーと一緒に食事をしたり、また湯割りや水割りにしたりしている。高度経済成長期中のウイスキーブームでは、サントリーが宣伝した「二本箸作戦」により、和食とウイスキーの組み合わせが定着した。また、バーなどで見られるボトルキープも、日本独特の習慣である。かつては、ジョニ黒、オールド・パー、バランタインといった高価な銘柄をボトルキープすることが一種のステータスとなっていた。

## 歴史

### ウイスキーの到来
日本に初めてウイスキーがもたらされたのは、江戸時代末期のマシュー・ペリーの来航の時と考えられている。1853年7月、浦賀の奉行や通訳がサスケハナ号で歓待された時、ウイスキーが振る舞われた。将軍徳川家定の元にウイスキーが献上された記録も残るが、実際に飲まれたかどうかは不明である。日米修好通商条約締結後、1859年より条約港の開港が行われると日本国内に外国人居留地が誕生し、外国人居留者のためにベーカー商会、タサム商会などがウイスキーの輸入を行った。1860年に開業した日本初の西洋式ホテル・横浜ホテル内のバーではウイスキーも出されていたという。1871年に横浜山下町のカルノー商会が輸入した「猫印ウヰスキー」が、最初に日本人用として輸入されたウイスキーだとされている。
明治期の日本では本格的なウイスキーは製造されておらず、薬種問屋で製造されていた調合ウイスキー（模造ウイスキー）が国産品として出回っていた。調合ウイスキーとは、関税率が低いために廉価で入手できる外国製の酒精アルコールを使用し、これに砂糖香辛料を加えたものである。明治時代当時は酒類も薬とみなされており、小西儀助商店（現在のコニシ）、橋本清三郎、神谷傳兵衛などの大手薬種問屋をはじめとする、数々の業者が生産を手掛けていた。明治政府は日本酒の製造者を保護するため、混成酒税法（1896年施行）、酒精及酒精含有飲料税法（1901年施行）によって調合ウイスキーの流通を抑制しようと試みた。1911年に締結された日米通商航海条約で日本が関税自主権を回復すると外国製の酒精アルコールに高い税率がかけられ、代わって国産の酒精アルコールが台頭する。
明治末から大正時代にかけて、日本でも本格的なウイスキーを造ろうといくつかの酒造会社が行動を起こした。酒精アルコールのメーカーである摂津酒造の社長・阿部喜兵衛、常務・岩井喜一郎は技師の竹鶴政孝をウイスキーの産地であるスコットランドに派遣し、摂津酒造の得意先の一つであった寿屋洋酒店（のちのサントリー酒類）の創業者鳥井信治郎はウイスキー製造のための蒸留所建設を考えていた。

### 鳥井信治郎と竹鶴政孝

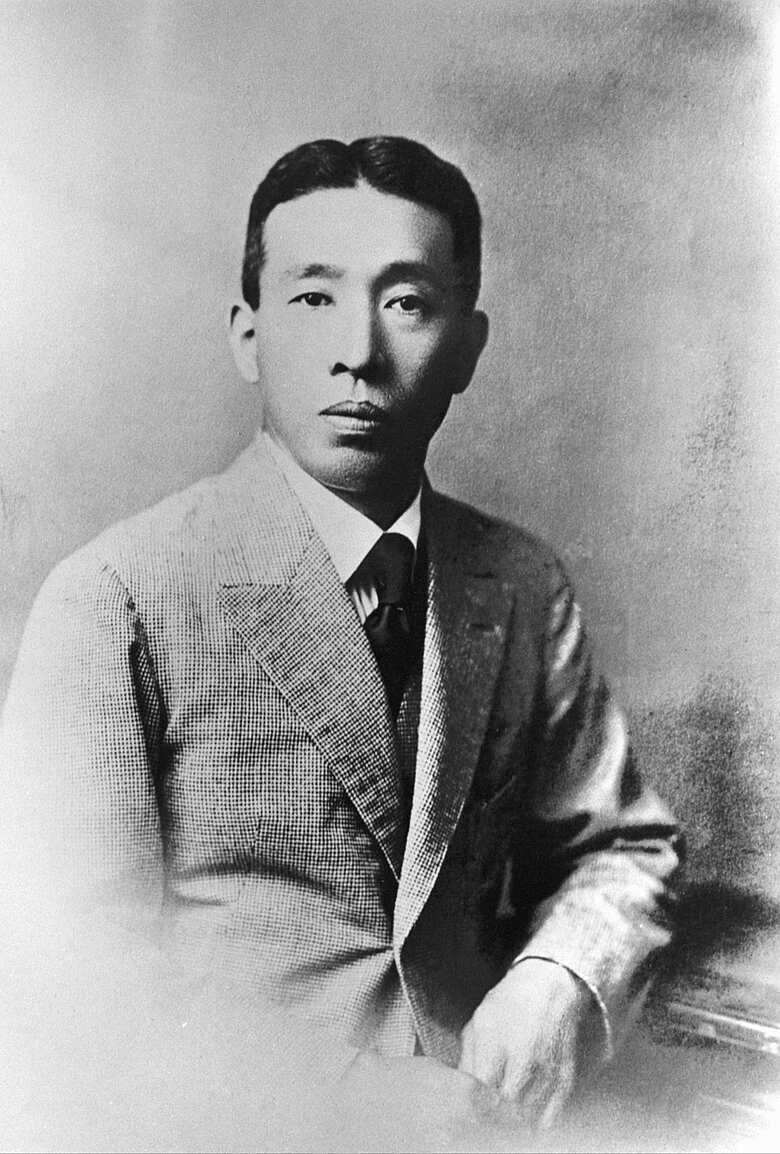
鳥井信治郎

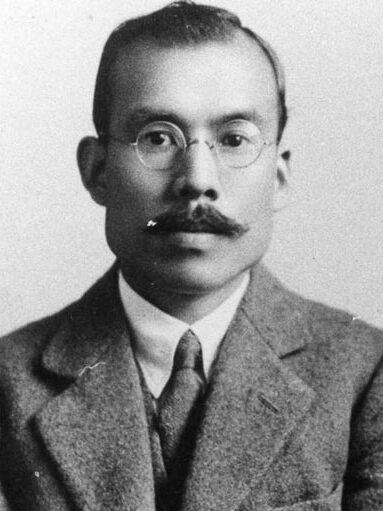
竹鶴政孝

鳥井信治郎と竹鶴政孝はジャパニーズ・ウイスキーの歴史に触れるうえで欠かせない人物である。

#### 鳥井信治郎
鳥井信治郎は小西儀助商店での丁稚奉公を経た後、1899年に独立して鳥井商店を設立した。最初は調合ウイスキーの販売とともに、洋酒の輸入販売を行ない、スペインから輸入したワインを瓶詰にして売り出していた。しかし、ワインは当時の日本人の口には合わず、評価は芳しくなかった。1906年に社名を寿屋洋酒店に変更し、翌年にポルトガルワイン（ポートワイン）をもとに独自開発した「赤玉ポートワイン（現在の赤玉スイートワイン）」を販売して成功する<。ところが鳥井は赤玉ポートワインでの成功に満足せず、生涯の業績となるような新しい事業に着手した。その事業というのが日本人向けのウイスキーの製造であった。
鳥井は模造ウイスキーである「ヘルメスウイスキー」「トリスウイスキー」を発売するが、本格的な国産ウイスキー生産の必要性を感じ、蒸留所を日本国内に設置することを計画する。しかし、ウイスキーの生産はスコットランドやアイルランド以外の地では不可能だという意見、蒸留所建設のために莫大な資金を投入するリスクを理由として、社員、スポンサー、学者たちからは反対の声が多く上がる。

#### 竹鶴政孝
竹鶴政孝が摂津酒造に入社したのは1916年のことである。1918年にスコットランドに渡り、グラスゴー大学で学びながら、いくつかのウイスキー蒸留所で見学、実習に参加した。最終的に竹鶴はキャンベルタウンのヘーゼルバーン蒸留所に2～3か月滞在し、ここで実習を経験する。竹鶴はヘーゼルバーンで学んだ同地のウイスキーの性質、製造工程、蒸留所の経営システムなどを帰国した1920年に、2冊の大学ノートにまとめ、上司であった岩井に“実習報告書（＝竹鶴ノート）”として提出した。
しかし、第一次世界大戦の終戦に伴う景気の停滞、アメリカでの禁酒法実施による飲酒意識の減退、株主からの反対のため、多額の資金が必要とされる蒸留所の建設は困難になる。なおも竹鶴は本格的なウイスキーを造る夢を捨てきれず、1922年に摂津酒造を退職した。

### 山崎蒸留所の建設
大正に入って鳥井は蒸留所建設のため、スコットランドから技師を招聘しようとする。三井物産のロンドン支店を通して現地のメーカー、大学に連絡を取ると、ウイスキーの製造技術を学んだ竹鶴が帰国していたことを知る。鳥井と竹鶴は旧知の仲であり、竹鶴が摂津酒造を退職していたことを知った鳥井は、1923年に4,000円の年俸、10年の契約期間を条件として竹鶴を寿屋に招聘した。
当初、蒸留所の位置については鳥井と竹鶴の間に食い違いがあり、鳥井は消費地である都市圏に近い場所を、竹鶴は北の大地に建設することを考えていた。調査と議論の末、大阪府島本村の山崎の地に日本初のウイスキー蒸留所の建設を決定した。山崎はかつて千利休が茶室を設けた場所であり、水質の良さと3つの川（宇治川、木津川、桂川）が合流するために霧が立ち込める立地がウイスキー造りに適していたのである<1924年に山崎蒸溜所が完成、その年の冬から蒸留が開始される。
国産の大麦、イギリスから取り寄せたピートを使用して、1929年に日本初の国産ウイスキー「白札」（現在のサントリーホワイト）が売り出される。価格は1本あたり4円50銭と、ジョニー・ウォーカー黒ラベルやデュワーズといった輸入品のウイスキーと比べても遜色が無かった。しかし、「白札」に含まれていたスモーキーフレーバーは、ウイスキーに馴染みのなかった当時の日本人からの評価は「煙臭い」と芳しいものではなかった。
鳥井はさらにウイスキーの改良に取り組み、1937年に改良の成果である「角瓶」（サントリー角瓶）が発売され、消費者から好評を得た。1940年に「サントリーウイスキー黒丸」（現在のサントリーオールド）が誕生するが、太平洋戦争直前という情勢のため、市場に出荷されるのは第二次世界大戦終戦後の1950年となる。
寿屋は戦禍によって大阪工場を失うが、山崎蒸留所の原酒は被害を免れた。

### 東京醸造の参入
1924年に枢密顧問官の武井守正男爵、実業家中村豊雄によって設立された東京醸造株式会社は神奈川県藤沢市の工場でイミテーションウイスキーなどの洋酒を製造しており、ポットスチルを導入してモルト原酒の蒸留を開始し、1937年に本格ウイスキー「トミー・モルトウィスキー」を発売した。1940年にはサントリー、ニッカとともに１級ウイスキーの指定銘柄品として商工省および大蔵省から公示された。
なお、戦後も姉妹品の「マルトンウィスキー」などを発売したが、1953年の級種別変更以降の第一次洋酒ブームで同業他社との競争に敗れ、1955年に倒産した。工場は最初、壽屋（現・サントリーホールディングス）が買収し、のち森永醸造株式会社（現・福徳長酒類株式会社）に渡ったが、1960年代後半に閉鎖された。

### 大日本果汁の設立
1934年、竹鶴は寿屋を退職して大日本果汁（のちのニッカウヰスキー）を設立する。このとき竹鶴は立地、地価、安価な労働力を期待できる北海道余市町に余市蒸溜所を建設した。
1936年から余市でのウイスキー蒸留が始まり、1940年に「ニッカウヰスキー」と名付けられたウイスキーが発売される。第二次世界大戦時には余市蒸溜所で日本軍の兵士に配給される酒類が醸造され、蒸留所は配給品の買い上げによって利益を得た。戦後の余市蒸溜所では、軍事用に供給された物資が使われた。

### 戦後のウイスキー市場

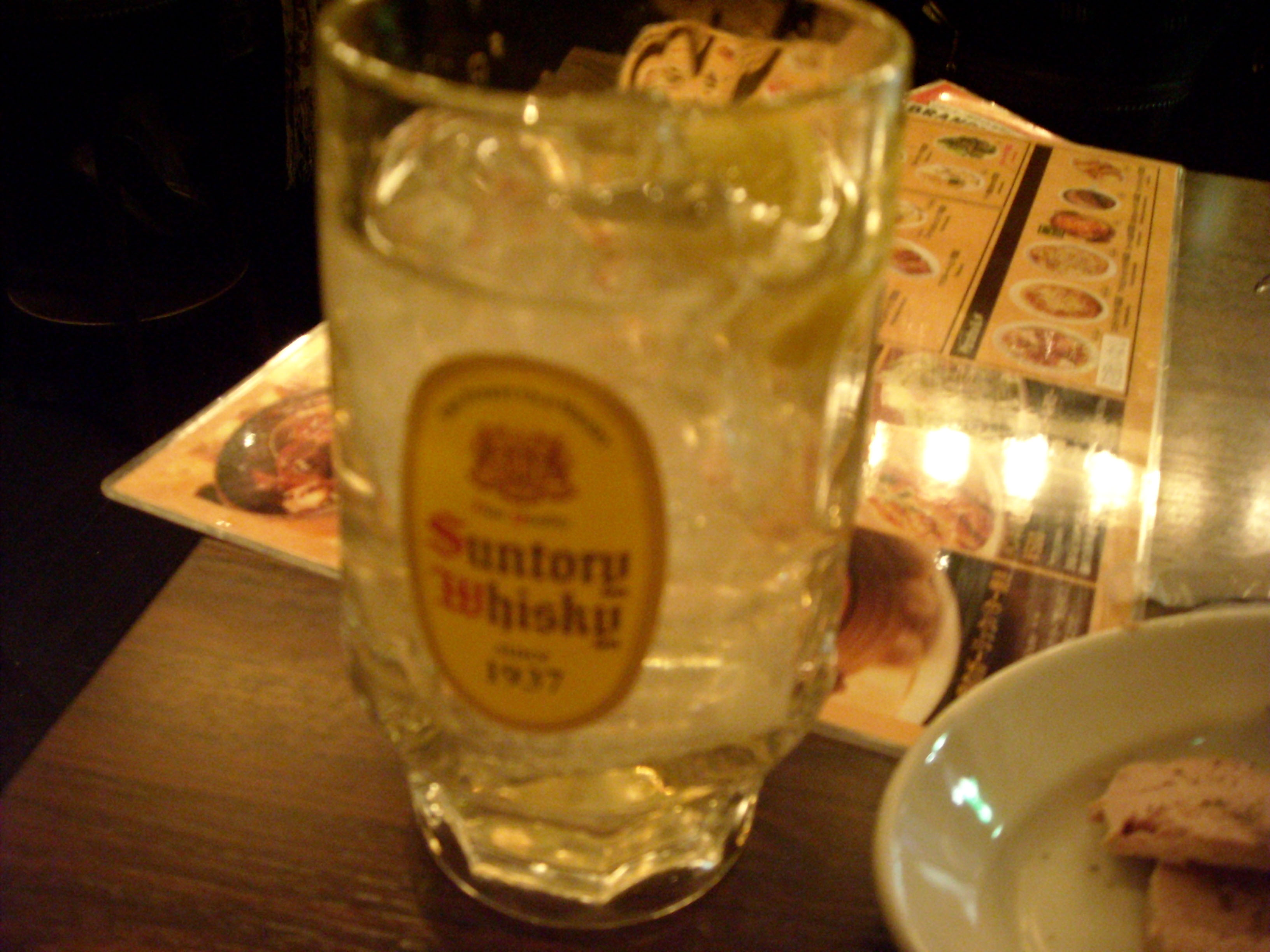
ハイボール

戦後間もない頃は日本人が国産のウイスキーを口にする機会は少なく、連合国軍占領下の日本においては、もっぱらアメリカ軍と軍関係者のために供されていた。鳥井は連合国軍最高司令官総司令部（GHQ）に自社製品のウイスキーを売り込み、将校たちから好評を受けた。日本の戦後復興に伴い、ジャパニーズ・ウイスキーの品質と国内需要は上昇する。1946年、寿屋は戦災を逃れた原酒を使用した「トリスウイスキー」を、1950年には戦前に製造した「オールド」を発売する。
昭和30年代に東京や大阪を中心としてトリスバーが続々と開店し、カクテルやハイボールが人気を博した。1952年に大日本果汁は「ニッカウヰスキー」に、1963年に寿屋はサントリーに社名を変更した。1955年に大黒葡萄酒（後にメルシャンが買収）が軽井沢（長野県）に蒸留所を建設した。1960年に本坊酒造は、岩井を招き「竹鶴ノート」をもとに山梨県で本格的なウイスキー生産（現・マルスウイスキー）を始めるが売上は芳しくなく、9年後に一時撤退した。
また1950年代までの日本ではモルトウイスキーのみが生産されている状態だったが、1962年にニッカウヰスキーと関連の深い朝日酒造（アサヒビール子会社）がカフェ式連続蒸留機を導入し本格的にグレーンウイスキーの生産を開始。1969年には三楽酒造（現・メルシャン）も川崎工場にてグレーンウイスキーの生産を開始したほか、1973年にはサントリーも関連会社のサングレイン（現・サントリー知多蒸溜所）でグレーンウイスキーを生産するようになり、スコッチ・ウイスキー同様にモルトとグレーンという2種類のウイスキーをブレンドした本格的ブレンデッド・ウイスキーを生産する体制が整った。
高度経済成長期に日本国内でのウイスキーの消費量は増加し、1980年にサントリーオールドは年間出荷量12,000,000ケース突破という世界記録を樹立した。しかし、1980年初頭を境に日本のウイスキー市場は停滞する。1980年代からの停滞期に、日本の酒造メーカーは様々な試みに取り組み、こうした中で、日本各地の酒造メーカーが生産する地ウイスキーが人気を博した。また、酒税の変更によってウイスキーの価格が下がり、消費者が手に取りやすくなる。
1980年代から2000年代にかけて年ごとにウイスキーの消費量は下降したが、2009年にウイスキーの消費量が回復に向かう。1980年代後半にシングルモルト・ウイスキーが世界的に流行し、遅れて1990年代後半から日本の愛好家の間でもシングルモルト人気が起こる。
2010年代中頃から海外でのブームと国内でのハイボールの人気が重なり、大手でも原酒が不足するようになっている。2018年にサントリーは「響17年」と「白州12年」の販売を休止することになった。販売の再開時期は未定。

## 日本国外におけるジャパニーズ・ウイスキー

### 評価
日本におけるウイスキーの定義が非常に緩いこともあって、かつては多くの品質の悪い国産ウイスキーが出回っていた。そのため、世界の愛好家と評論家はジャパニーズ・ウイスキーに厳しい評価を下し、「ウイスキーではない」とまで言われた時代もあった。
その後、ウイスキーマガジンによって開催されるブラインド・テイスティングでジャパニーズ・ウイスキーが高評価を受けるようになる。一度ならずそのテイスティングの結果で、ジャパニーズのシングルモルト（特に余市と山崎）はスコッチのシングルモルトよりも高い評価を受けている。
主な例を挙げると、2001年にニッカウヰスキーの「シングルカスク余市 10年」がウイスキーマガジンのワールドウイスキーアワードで最高得点（ベスト・オブザ・ベスト）の評価を受け、インターナショナル・ワイン&スピリッツ・コンペティション(IWSC)でメルシャンの「軽井沢ピュアモルト12年」が金賞を受賞した。2006年にはベンチャーウイスキーが蒸溜した地ウイスキー「キング オブ ダイヤモンズ」が最高得点（ゴールドアワード）に選ばれる。2015年には、「山崎シングルモルト・シェリーカスク2013」が、英ウイスキーガイドブック「ワールド・ウイスキー・バイブル2015(Whisky Bible)」で世界最高のウイスキーに選ばれた。2017年にはサントリーの「響21年」がインターナショナル・スピリッツ・チャレンジ(ISC)」でワールドウイスキー部門で最高賞となる「トロフィー」を受賞し、さらにエントリーされた全部門1480点の頂点である「シュプリーム チャンピオン スピリット」を受賞した。2018年にはワールドウイスキーアワードで「白州25年」がワールドベストシングルモルト、「竹鶴17年」がワールドベストブレンデッドモルト、「イチローズ Malt＆Grain Limited Edition～Japanese Blended Whisky～」がワールドベストブレンデッドウイスキー限定版部門で世界最高賞を受賞した。
このため、海外におけるジャパニーズ・ウィスキーの価格は、特に入手困難な銘柄において高騰している。オークションで100万ドル近くで競り落とされた例もある。

### 輸出
国外で数々の賞を受賞するなど評価が高まったことで2010年代から輸出が急増している。ジャパニーズ・ウイスキーの2010年の輸出額は17億円であったが、5年後の2015年には104億円と6.1倍に増加しており、初めてビールの輸出額（86億円）を抜いて日本酒（140億円）に次ぐ酒類における有力輸出品目となった。2020年には271億円を輸出し、20年ぶりに日本酒の輸出額を上回った。
2023年のジャパニーズ・ウイスキーの輸出額は約501億円で前年比10.6％減、酒類輸出総額1,350億円の約37.1％を占め、酒類の品目別に言うと第1位であり、第2位は日本酒の410.8億円であった。
このようにジャパニーズ・ウイスキーの輸出は好調に推移しているが、英国北部スコットランドのスコッチ輸出額は約5,600億円（38億ポンド、2020年）、フランスのワイン輸出額は約2兆円（155億ユーロ、2021年）と、ジャパニーズ・ウイスキー輸出額の約10倍から36倍であり、世界の高名な酒類輸出品目に比べると未だ微々たる輸出額である。

## 蒸溜所

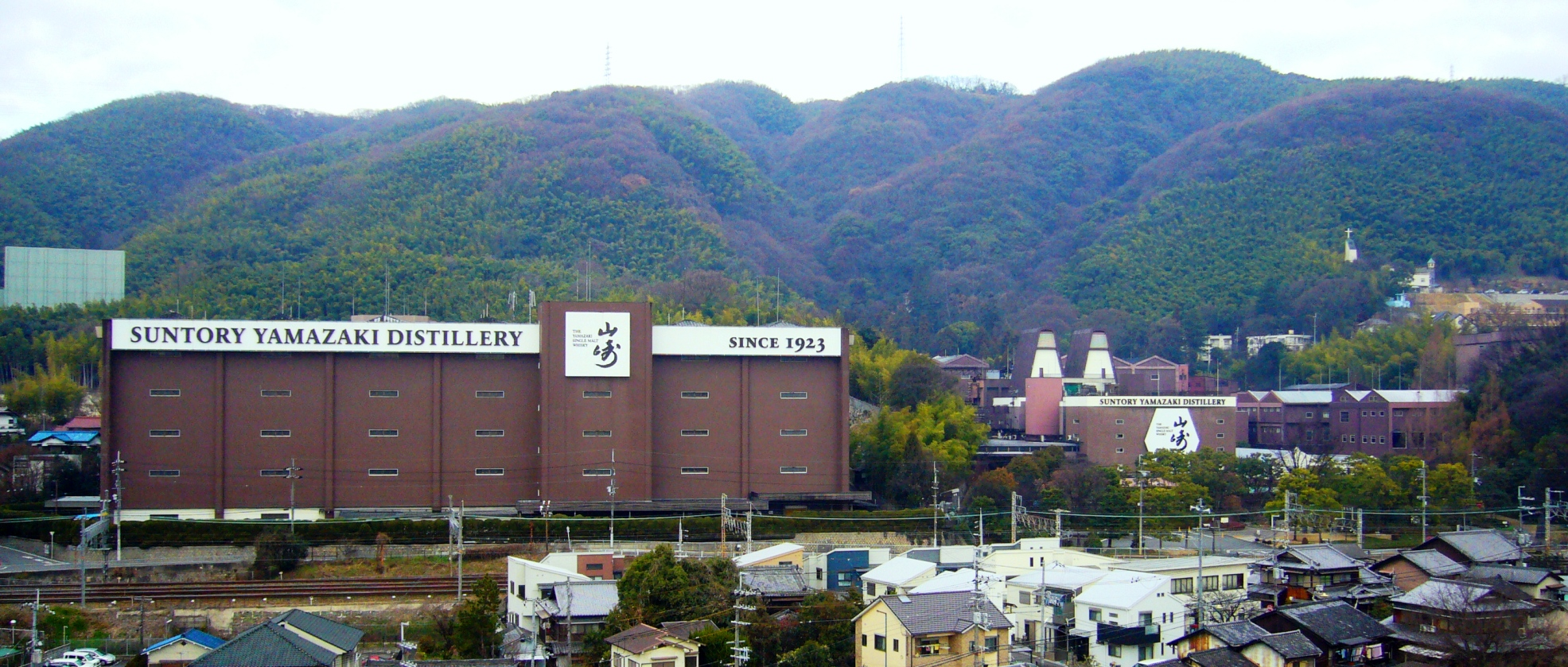
サントリー山崎蒸溜所

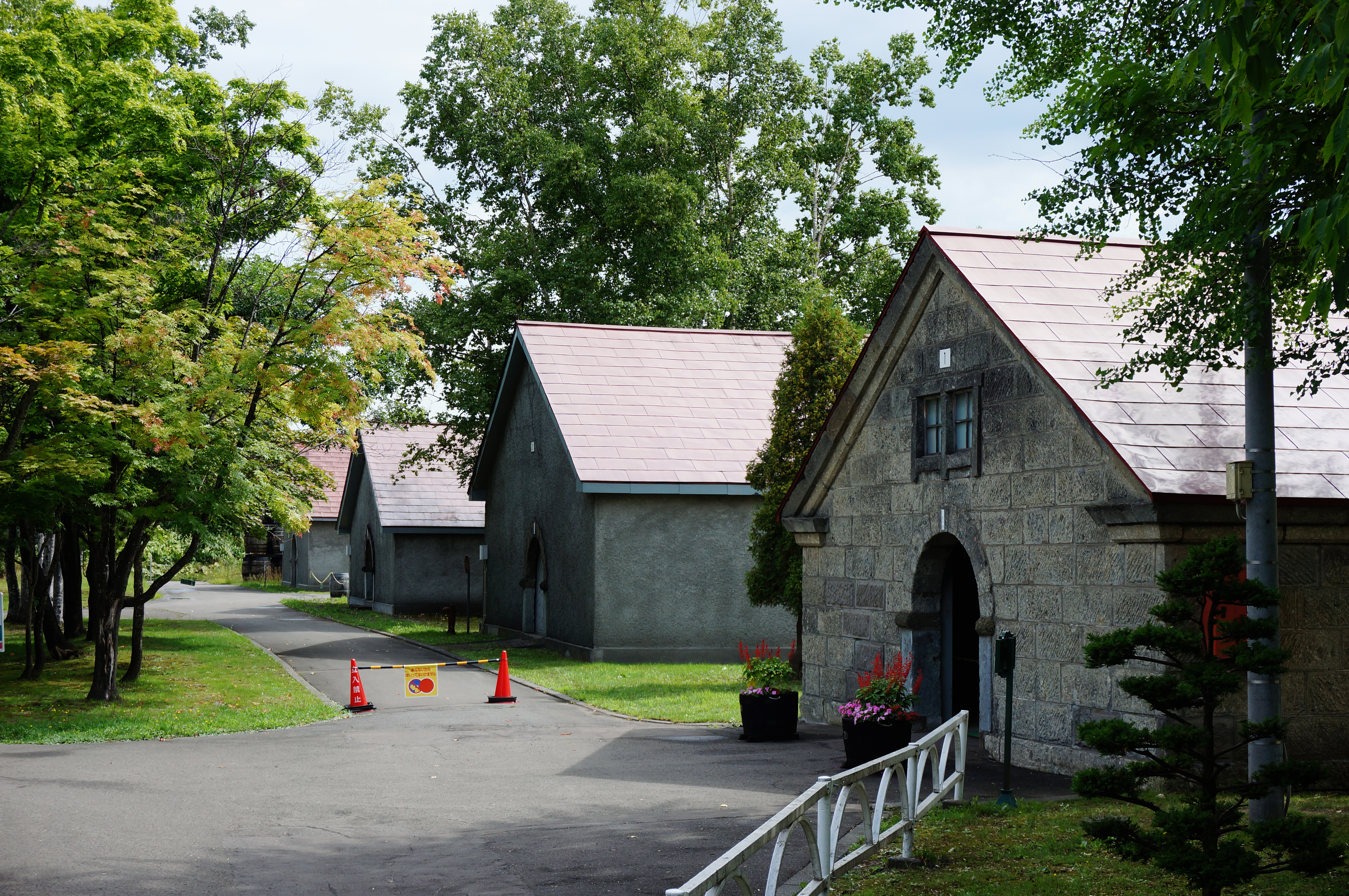
ニッカ余市蒸溜所

ジャパニーズ・ウイスキーの製造はスコッチ・ウイスキーの製造方式を再現するというところから始められた。竹鶴などのジャパニーズ・ウイスキーの先駆者たちはスコッチ・ウイスキーの製造過程を学び、その製法を日本で再現しようと多くの苦労を重ねた。日本初の蒸留所が造られた山崎は経済的な制約があり、より便利な場所に建設することが重視されたが、余市は特にその地形や気候がスコットランドに似ているため、蒸留所の設置場所として選定された。北海道厚岸町に蒸留所を建てた堅展実業もスコットランドのアイラ島に似た風土から立地を決めたが、スコットランドよりは年間の寒暖差は大きく、熟成樽の隙間から蒸散して原酒が減る「天使の分け前」がスコットランドの2倍近いものの、熟成は速いという。

## 主要な銘柄
現行品のみ表示。原料として海外産の原酒を用いた製品（ワールドブレンデッドウイスキー）は除く。

### サントリースピリッツ

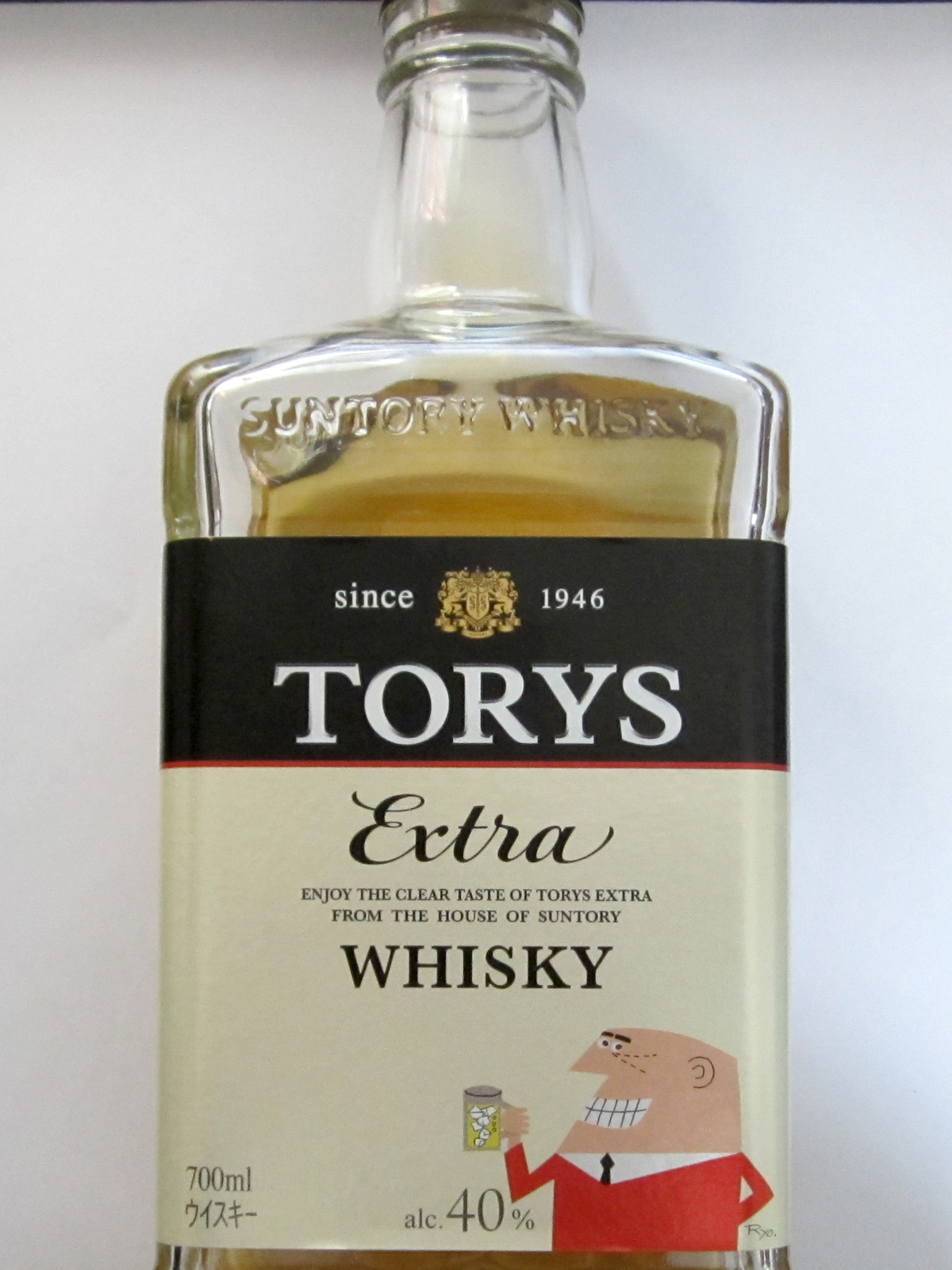
トリス エクストラ

- 響 - ブレンデッドウイスキー。現在は業務用ルート専売商品
- 山崎 - シングルモルトウイスキー
- 白州 - シングルモルトウイスキー
- 知多 - グレーンウイスキー
- サントリーローヤル - ブレンデッドウイスキー
- サントリーリザーブ - ブレンデッドウイスキー
- サントリーオールド - ブレンデッドウイスキー
- サントリー角瓶シリーズ - ブレンデッドウイスキー
- サントリーホワイト - ブレンデッドウイスキー
- サントリーレッド - ブレンデッドウイスキー
- トリスシリーズ - ブレンデッドウイスキー
- セブンプレミアム サントリーウイスキー プライム - ブレンデッドウイスキー。セブン&アイグループ専売商品

### ニッカウヰスキー

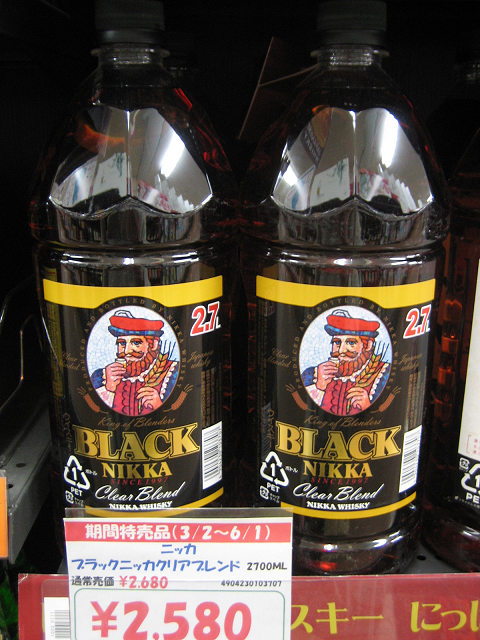
ブラックニッカ

- ニッカカフェグレーン - グレーンウイスキー
- ニッカカフェモルト - モルトウイスキー
- 余市 - シングルモルトウイスキー
- 宮城峡 - シングルモルトウイスキー
- 竹鶴 - ブレンデッドモルトウイスキー
- ニッカ セッション - ブレンデッドモルトウイスキー
- 鶴 - ブレンデッドウイスキー。現在は余市蒸溜所、および宮城峡蒸溜所限定商品
- ザ・ニッカ - ブレンデッドウイスキー
- ニッカ 伊達 - ブレンデッドウイスキー。宮城県限定商品
- スーパーニッカ - ブレンデッドウイスキー
- フロム・ザ・バレル - ブレンデッドウイスキー
- ブラックニッカシリーズ - ブレンデッドウイスキー
- ハイニッカ - ブレンデッドウイスキー

### キリンディスティラリー（キリンビール）
- シングルグレーンジャパニーズウイスキー 富士 - シングルグレーンウイスキー
- シングルブレンデッドジャパニーズウイスキー 富士 - ブレンデッドウイスキー
- シングルモルトジャパニーズウイスキー 富士 - シングルモルトウイスキー
- 富士山麓 Signature Blend - ブレンデッドウイスキー
- 陸 - ブレンデッドウイスキー
- オークマスター樽薫る - ブレンデッドウイスキー。2016年3月にメルシャンから商標を継承。同時にブレンド用の原酒（モルト・グレーン）を軽井沢産から御殿場産に変更。
- オークマスター森の風薫る - ブレンデッドウイスキー。上記の「オークマスター樽薫る」の廉価版。
- オーシャンラッキー ゴールド - ブレンデッドウイスキー。2011年7月にメルシャンから商標を継承。同時にブレンド用の原酒（モルト・グレーン）を軽井沢産から御殿場産に変更。

### 宝酒造
- キングウイスキー凜セレクト - ブレンデッドウイスキー

### オエノンホールディングス
- ウイスキー無銘 - ブレンデッドウイスキー
- 香薫 - ブレンデッドウイスキー

### 本坊酒造
- シングルモルト 駒ヶ岳シリーズ - シングルモルトウイスキー
- The Lucky Cat Ash 99 - ブレンデッドウイスキー
- マルス モルテージ 越百 - ブレンデッドモルトウイスキー
- 岩井トラディションシリーズ - ブレンデッドウイスキー
- TWIN ALPS - ブレンデッドウイスキー
- マルスウイスキー 信州 - ブレンデッドウイスキー
- マルス3&7 - ブレンデッドウイスキー
- マルスエクストラ - ブレンデッドウイスキー

### 江井ヶ嶋酒造
- シングルモルトあかし バーボンバレル3年 - シングルモルトウイスキー
- ホワイトオーク シングルモルトあかし - シングルモルトウイスキー
- ホワイトオーク 地ウイスキーあかし - ブレンデッドウイスキー
- ホワイトオーク あかしレッド - ブレンデッドウイスキー
- ホワイトオーク ゴールド - ブレンデッドウイスキー
- ホワイトオーク レッド - ブレンデッドウイスキー

### クラフトウイスキー（地ウイスキー）
ウイスキーブームにより、各地で蒸留所の新設が相次いでいる。発売後すぐ売れ切れる銘柄も多く、蒸留後すぐ瓶詰めして出荷するニューポット（蒸留新酒）や、熟成期間が1年未満という商品もある。将来を見据えて熟成樽貯蔵庫を新増設したり、同じ年に蒸留したウイスキーを数本セット販売して1年ずつ長く熟成させたボトルを毎年送る販売戦略をとったりする蒸留所も現れている。
- サッポロウイスキー - ブレンデッドウイスキー。発売元は北海道札幌市の札幌酒精工業。
- 厚岸NEW BORN FOUNDATIONS - シングルモルトおよびブレンデッドウイスキー。発売元は北海道厚岸町に蒸留所を持つ堅展実業。
- チェリーウイスキー - ブレンデッドウイスキー。発売元は福島県郡山市の笹の川酒造。
- ゴールデンホース - ブレンデッドモルトウイスキー（武蔵）とブレンデッドウイスキー（武州）。発売元は埼玉県羽生市の東亜酒造。
- イチローズモルト - シングルモルトウイスキーおよびブレンデッドウイスキー（イチローズチョイスシングルグレーン川崎のみグレーンウイスキー）。発売元は埼玉県秩父市のベンチャーウイスキー。
- 越ノ忍 - シングルモルトおよびブレンデットウイスキー。発売元は新潟県新潟市の新潟麦酒。
- コンチネンタルウイスキーイエローラベル、コンチネンタルウイスキー御勅使、富士山ウイスキー、甲州韮崎シリーズ - ブレンデッドウイスキー（甲州韮崎ピュアモルトのみブレンデッドモルトウイスキー）。発売元は山梨県韮崎市のサン・フーズ（公式ウェブサイトに記載されているのは御勅使のみ）。
- ロイヤルオークシリーズ、鷹、蜂角鷹 - ブレンデッドウイスキー。発売元は山梨県笛吹市の南アルプスワインアンドビバレッジ（公式ウェブサイトに記載されているのは蜂角鷹のみ）。
- ザ・スランジバーウイスキー - ブレンデッドウイスキー。発売元は静岡県磐田市の千寿酒造。
- レインボーウイスキー - ブレンデッドウイスキー（レインボー三州のみブレンデッドモルトウイスキー）。発売元は愛知県西尾市の相生ユニビオ。
- サンシャイン・ウイスキー - ブレンデッドウイスキー。発売元は富山県砺波市の若鶴酒造。
- ピークウイスキー。製造販売元　岐阜県養老町の玉泉堂酒造株式会社(昭和中期からの地ウイスキーの先駆け)
- サンピースウイスキー - ブレンデッドウイスキー。発売元は三重県四日市市の宮崎本店。
- 長濱ニューメイクシリーズ - シングルモルトウイスキー。発売元は滋賀県長浜市の長濱浪漫ビール。
- ピュアモルトウイスキー倉吉 - ブレンデッドモルトウイスキー。発売元は鳥取県倉吉市の松井酒造。
- 戸河内ウイスキー - ブレンデッドウイスキー。発売元は広島県廿日市市のサクラオブルワリーアンドディスティラリー。
- シングルモルトウイスキー山都 - 発売元は熊本県山都町の山都酒造。
- カノスケニューボーン - シングルモルトウイスキー。発売元は鹿児島県日置市の小正醸造。
- 御岳(おんたけ) - シングルモルトウイスキー。発売元は鹿児島県日置市の西酒造。
- 歴15年、くらザウイスキーラムカスクフィニッシュ - ブレンデッドモルトウイスキー。発売元は沖縄県名護市のヘリオス酒造。